# 傑瑞·麥克內尼
傑瑞·麥克內尼（英語：Jerry McNerney，1951年6月18日—）是美國的一位政治人物。自2013年開始，他是加利福尼亞州第9選舉區選出的美國眾議院議員。他在2007年首次當選眾議院議員。他的黨籍是民主黨。麥克內尼擁有數學博士學位。

## 外部連結
- 官方网站 （英文）
- Congressman Jerry McNerney | Representing the 9th District of California （页面存档备份，存于） （英文）